# Microterys jiamusiensis
Microterys jiamusiensis är en stekelart som beskrevs av Xu 2002. Microterys jiamusiensis ingår i släktet Microterys och familjen sköldlussteklar. Inga underarter finns listade i Catalogue of Life.